# Ronja Mila Hasslinger
Ronja Mila Hasslinger (* 10. Oktober 2001 in Wetzikon ZH, Kanton Zürich) ist eine Schweizer Theater- und Filmschauspielerin, Musicaldarstellerin und Sprecherin.

## Leben
Ronja Mila Hasslinger stand 2007 zum ersten Mal auf einer Bühne.
Nach der Fachmaturität mit dem Schwerpunkt Schauspiel begann sie 2020 die 4-jährige Musicalausbildung an der Stage Art Musical and Theatre School in Zürich. Zudem schloss sie im Sommer 2021 die Ausbildung zur Sprecherin an der Speech Academy in Winterthur ab.
Bereits neben dem Studium arbeitet Hasslinger am Theater. Als Schauspielerin und Mitglied im Ensemble der Erlibacher Volksbühne war sie unter anderem als Aiyana Grüeninger in Choche isch mänschlich oder als Elsie in Eis isch sicher u. W. zu sehen. Zudem stand sie im Broadway-Musical Evita, im Theater 11 auf der Bühne.
2019 absolvierte sie ein Praktikum bei Erich Vock und Hubert Spiess, in der Produktion Pippi Langstrumpf im Theater am Hechtplatz sowie Der Wunschpunsch und Die kleine Niederdorfoper im Bernhardtheater. Seither arbeitet sie als Souffleuse und Regieassistenz und ab dem Herbst 2022 auch als Schauspielerin in Produktionen der Zürcher Märchenbühne und Spock Productions.

## Theater
- 2022/2023: Pippi in Taka Tuka Land, Theater am Hechtplatz, Zürcher Märchenbühne, Regie: Erich Vock
- 2022: Nightmärchen für Erwachsene (als Momo), Theater am Hechtplatz, Zürcher Märchenbühne, Regie: Erich Vock, Autor: Domenico Blass
- 2022: Romeo und Julia auf dem Sofa (als Julia), Freilichtspiel Kleinandelfingen, Regie: Rainer Früh
- 2022: Floh im Ohr (als Klara) (Temporäre Umbesetzung), Bernhardtheater, Regie: Erich Vock
- 2020: Choche isch mänschlich (als Ayiana Grüeniger), Erlenbach, Regie: Nathalie Portmann
- 2019: Freundschaft (als Zoe), Winterthur, Regie: Marcel Wattenhofer
- 2019: Eis isch sicher (als Elsie), Erlenbach, Regie: Nathalie Portmann
- 2018: Seidenstrümpfe und Gamaschen (als Daisy), Erlenbach, Regie: Nathalie Portmann
- 2017: Broadway-Musical Evita (Als Kind, Ministrantin und Statistin), Theater 11, Regie: Bob Tomson, Bill Kenwright,
- 2017: Maskerade in Venedig (als Melinda), Erlenbach, Regie: Nathalie Portmann
- 2016: Was ist normal (als Jana), Wetzikon, Regie: Mirjam Reut, Ronja Mila Hasslinger
- 2005–2016: Diverse Kindermusicalproduktionen, Wetzikon, Regie: Anette Stopp

## Film/Fernsehen
- 2020: Fisch am Stiel, SRF
- 2017: Seitentriebe, SRF